# Cầu qua vịnh Oakland-San Francisco
Cầu qua vịnh San Francisco-Oakland (37°49′5″B 122°20′48″T / 37,81806°B 122,34667°T; được dân địa phương gọi tắt là "Cầu qua Vịnh" (Bay Bridge) là một cầu có thu phí bắc qua Vịnh San Francisco nối 2 thành phố San Francisco và Oakland của Hoa Kỳ. Đây là một trong những cây cầu nhộn nhịp nhất Hoa Kỳ, có 280.000 xe đi qua mỗi ngày  Lưu trữ ngày 19 tháng 8 năm 2007 tại Wayback Machine. Cầu có 2 nhịp nối mỗi bờ với Đảo Yerba Buena - một hòn đảo giữa vịnh. Phía cầu từ San Francisco đến đảo bao gồm hai nhịp dây văng với trụ dây văng ở giữa nối trụ tiếp bờ ở San Francisco với trụ cáp phía Tây ở Đồi Rincon. Nhịp phía đông nối Oakland và đảo Yerba Buena. Cầu được khánh thành và đưa vào sử dụng ngày 12/11/1936 trước Cầu Cổng Vàng 6 tháng. Chi phí xây cầu là 79,5 triệu USD (thời giá những năm 30 thế kỷ 20).

## Các thông số kỹ thuật
- Entire span
  - Location: Interstate 80 between San Francisco and Alameda Counties.
  - Length: 44.352 ft (8.40 miles, 13.52 km)
- Western suspension bridges
  - Length 9.260 ft (2.822 m)
  - Vertical clearance 220 ft (67 m)
  - Tower height 526 ft (160 m) from water level
- Eastern cantilever bridge, truss bridges and truss causeway sections: 
  - Length: 10.176 ft (3.101 m)
  - Vertical clearance 191 ft (58 m)
  - Deepest bridge pier: 242 ft (74 m) below water level – 396 ft (120 m) high
- Traffic: 280.000 vehicles per day

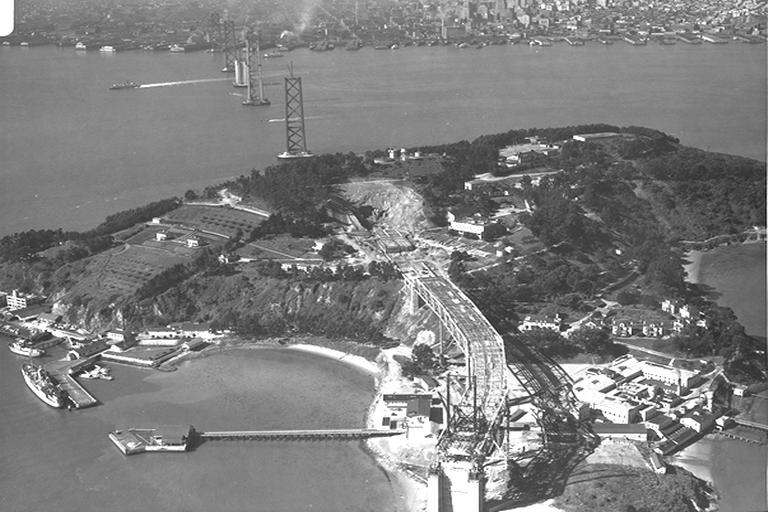
Cầu Bay Bridge đang được xây dựng ở Đảo Yerba Buena.
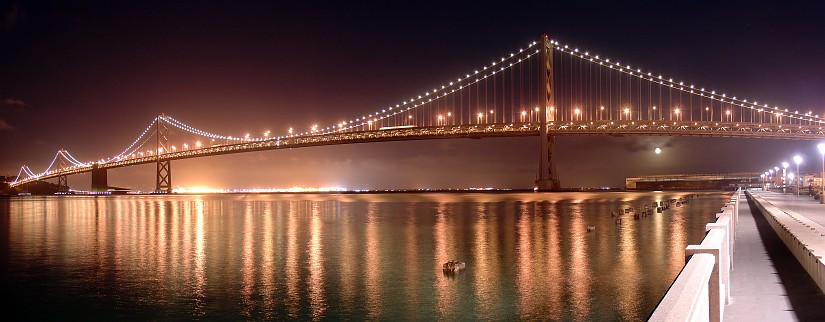
Vịnh Bridge về đêm.
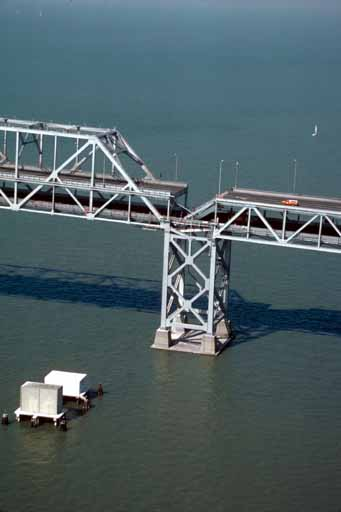
Cầu Bay Bridge bị hư hại sau trận động đất năm 1989.
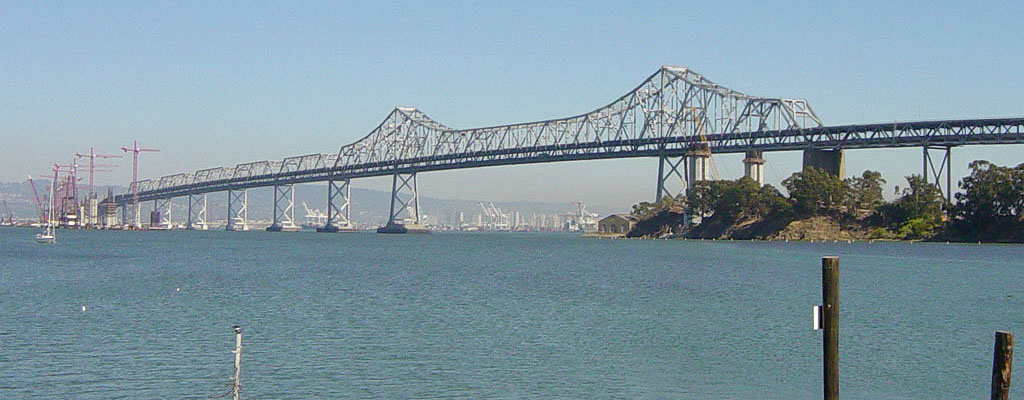
Thay thế và xây dựng lại nhịp phía đông
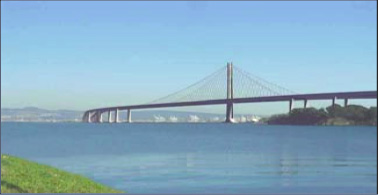
Artist's concept of the replacement span
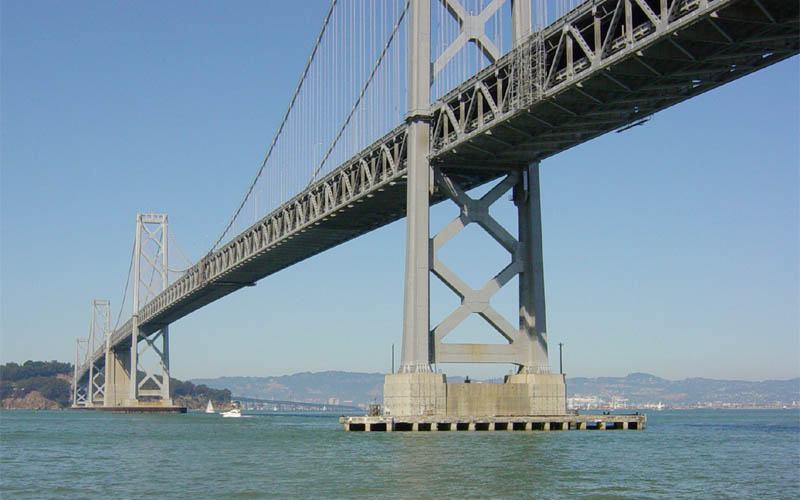
Nhìn từ San Francisco

## Tham khảo

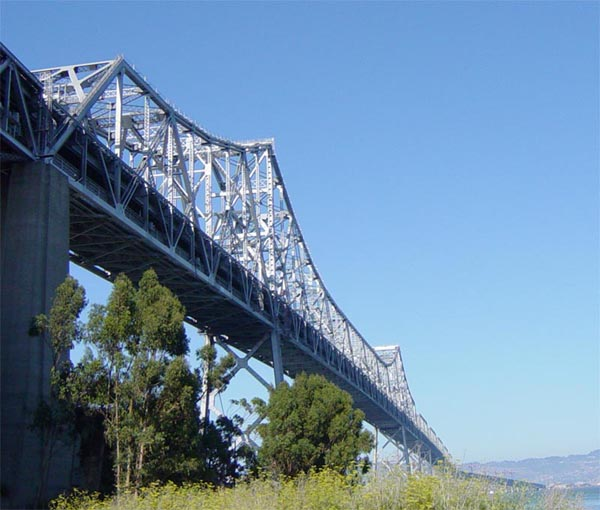
Eastern portion viewed from Yerba Buena Island at the entrance to the Coast Guard station